# Kamrušepa
Kamrušepa era una diosa hitita y luvita de la medicina y la magia, análoga a la diosa Kataḫzipuri de los hatitas y palaic. Se la conoce sobre todo por ser una de las deidades involucradas en el Mito de Telepinu, donde mediante rituales de magia y curación, logró calmar la ira del dios de la vegetación, cuyo enojo y desaparición habían causado la infertilidad de la tierra.

## Personaje
Kamrušepa era la diosa de la magia y la medicina. Se la consideraba la inventora de diversos procedimientos, transmitidos posteriormente a los humanos, como lo atestiguan las explicaciones míticas adjuntas a los textos rituales. También podría actuar como una comadrona divina. Es posible que fuera una deidad doméstica por su relación con la vida familiar y el hogar.
Como diosa de la curación, se la podía asociar con deidades como Pirwa, Maliya y la hurrita Šauška en los rituales hititas. Los luvitas aparentemente la consideraban análoga a la diosa de la medicina mesopotámica Gula, y en algunos casos los textos presentados como conjuros de Gula en Mesopotamia fueron atribuidos a Kamrušepa en la tradición luvita.
A diferencia de otras deidades de Anatolia relacionadas con la magia, se la consideraba residente del cielo. Se ha propuesto que estaba relacionada con las nubes o el humo, por el posible origen de su nombre. Se creía que viajaba en un carro tirado por caballos, un modo de locomoción que también se atribuía a Tiwad, el dios del sol luvita, que estaba asociado con ella.
Aunque se la relacionaba con la diosa  Kataḫzipuri, de origen hático y pálico, y en los textos bilingües hitita - háticos se corresponden entre sí, sus nombres no estaban relacionados etimológicamente. Kamrušepa probablemente significa "espíritu de las nubes" o "espíritu del humo" ("Genius der Wolke/des Qualms"), aunque la conexión entre la primera mitad de su nombre y la palabra hitita kammara ("humo") podría ser solo una etimología popular, mientras que el nombre de Kataḫzipuri tenía una etimología hática no relacionada y significa "reina de la tierra". Piotr Taracha propuso que, en las fuentes paláicas, Kataḫzipuri podría haber funcionado simplemente como un epíteto de Kamrušepa, aplicado a ella debido al contacto con las comunidades háticas.
Su atributo era un trono de hierro.

## Culto
Kamrušepa ya aparece atestiguada en los textos más antiguos de Kanesh. Los rituales hititas posteriores preservan la asociación entre ella y esta ciudad. Según una oración destinada a evitar la propagación de una plaga, otro lugar asociado con ella era Taniwanda. A pesar de su posición en el panteón y de su prominencia en los mitos, se dispone de poca información en lo que respecta a rituales o festivales específicos relacionados con ella.
Su estatus también era alto en la religión luvita. Piotr Taracha señala que probablemente no había un panteón luvita uniforme,     pero la mayoría de las comunidades luwianas adoraban a ciertas deidades, entre ellas Kamrušepa, así como Tarhunt, Tiwad, Maliya, Arma, Iyarri, Santa y una variedad de dioses tutelares representados por el logograma LAMMA, que está especialmente bien atestiguada en los conjuros luvitas de Kizzuwatna.
Aunque es una de las diosas mejor documentadas del panteón hitita de la Edad del Bronce, actualmente no hay evidencia de que su culto continuara en el primer milenio a. C.

## Mitología
Kamrušepa aparece en varios mitos hititas. En La desaparición de Telepinu, instruye a los otros dioses sobre cómo asegurar el regreso de la deidad de la vegetación epónima después de un primer intento fallido. El procedimiento mágico que prepara implica una ofrenda de doce ovejas tomadas de los rebaños del dios del sol, que debían ser llevadas a Ḫapantali, una diosa pastora luvita. Una fórmula similar se conoce a partir de un mito relacionado con la desaparición del dios de la tormenta. Otro fragmento describe al dios solar y a Kamrušepa discutiendo entre sí hasta que se calman peinando ovejas juntos.
Según el texto hitita KUB 17 Kamrušepa era la "madre del mar ". Según una creencia local de Tauriša, ella y Tiwad, el dios del sol luvita, eran los padres del dios tutelar de la ciudad (LAMMA), al que se alude con el epíteto wašḥazza ("santificado" o "sagrado"). Su esposa era una diosa juvenil llamada Aššiyant, "la amada".